# Il cafone all'inferno
(Tommaso Fiore)
Il cafone all'inferno è un libro del 1955 scritto dallo scrittore e politico meridionalista di orientamento socialista Tommaso Fiore. Esso narra di un breve viaggio dello scrittore in alcune aree della sua terra, la Puglia, al fine di analizzare gli effetti della riforma agraria del 1950 e descrivere le drammatiche condizioni dei più poveri di quella regione. A tale scopo l'autore si reca nelle aree allora depresse come il Tavoliere delle Puglie e nei quartieri più poveri di città come Foggia e Taranto.  Il libro non è solo una descrizione della sua regione; infatti l'autore prende spunto dalle condizioni venute a crearsi per discutere della (reale oppure presunta) inettitudine dei politici dell'epoca, della corruzione e nepotismo e di quelli che sono considerati nel libro i fallimenti della riforma agraria in Italia. Una riforma non poteva coincidere solo con la spartizione della terra, che pure era ancora agli inizi, ma anche con la costruzione di opere idrauliche in un territorio arido come quello pugliese. La riforma era allora da poco iniziata con l'approvazione della legge stralcio n. 841 del 21 ottobre 1950.
L'opera di Fiore è pervasa quasi dappertutto da pessimismo nei confronti della riforma agraria. Quasi tutti i progressi fatti vengono criticati da Fiore, che sembra credere che anche con l'approvazione della legge stralcio e i finanziamenti del Piano Marshall le cose resteranno come prima, come era già successo con il fascismo e i precedenti governi. Seppur in un arco di tempo più lungo rispetto alle aspettative di Fiore, la riforma agraria del Novecento è riuscita alla fine a estirpare la piaga del latifondismo, e oggi i latifondi in alcune regioni d'Italia non possono superare per legge i 300 ettari (3 km²)

## Ambientazione
Come già detto, l'ambientazione sono la Puglia e parte della Basilicata. Tra i posti visitati da Fiore nel suo viaggio ci sono Foggia, il Tavoliere delle Puglie, le grotte di Monte Sant'Angelo (allora abitate dai più poveri in condizioni insostenibili), San Giovanni Rotondo, l'area di Canosa e il fiume Ofanto e la frazione di Gaudiano. Nell'ultimo capitolo, Fiore visita anche Taranto, fornendo una suggestiva descrizione del paesaggio e dei lavoratori e cittadini di quel periodo. L'opera di Fiore rappresenta anche una preziosa testimonianza storica delle città e delle zone della Puglia di quel periodo.

## Temi trattati
Il libro di Tommaso Fiore rappresenta una descrizione vivida della Puglia di quel periodo. Esso inizia con la descrizione del viaggio in treno compiuto da Fiore, mentre si reca nel Tavoliere delle Puglie. Degna di nota è la descrizione dei paesaggi, in particolare quello dell'area "vuota e deserta", tra Barletta e Manfredonia, essendo all'epoca quell'area ben nota per essere un latifondo incolto e quasi dappertutto privo di arbusti.
L'autore non risparmia pesanti critiche ai precedenti governanti e despoti e agli attuali politici e burocrati. In particolare, analizza i fallimenti del fascismo, il quale, con la sua "orripilante retorica", aveva promesso di dare le terre ai contadini e di far crescere il Mezzogiorno, ma, una volta al potere, non aveva mantenuto le promesse. Tommaso Fiore fa notare argutamente che Benito Mussolini (mai chiamato col suo vero nome ma chiamato sempre scherzosamente "l'uomo di Predappio") aveva in progetto di trasformare il Tavoliere delle Puglie e gli fu presentato anche un piano di trasformazione agraria e fondiaria (che avrebbe dovuto rendere il Tavoliere fertile quanto la Lombardia) del costo di circa 20 miliardi di lire di allora. Ma, con lo stesso denaro, Mussolini preferì acquisire terre altrui con la guerra d'Africa.
Con coraggio e dedizione, Fiore non esita a fare nomi e cognomi dei politici, degli ingegneri e dei funzionari dell'Ente Riforma responsabili (secondo quanto scritto nel libro) del fallimento della riforma agraria fino al 1955. La spartizione delle terre in molti casi era stata solo parziale; inoltre in molti casi la terra era stata data a persone che non possedevano né le conoscenze né i mezzi per poterla coltivare. Non ultimo, le opere idrauliche necessarie a portare l'acqua (definita da Fiore "poesia dei campi, che seduce anche i più coriacei") nei campi per le coltivazioni erano praticamente ancora assenti, tranne qualche sporadico intervento qua e là. Fiore muove critiche anche nei confronti di alcuni ingegneri, facendo nome e cognome per come le opere idrauliche erano state svolte. Ad esempio, invece di seguire una progettazione comprensiva dell'intera area, ci si era limitati a realizzare canali di irrigazione in aree pianeggianti (come il Tavoliere), senza tener conto delle zone montane dalle quali l'acqua stentava ad arrivare e, se arrivava, arrivava in poco tempo e grandissime quantità distruggendo tutto.
In un altro breve passo, Fiore racconta della drammatica condizione dei ragazzi di quel periodo, che forse erano quelli che pativano più di tutti. Erano "tenuti come schiavi" e venivano continuamente "presi a schiaffi per un nonnulla". Dovevano prendere acqua da pozzi lontani e svolgere altre mille mansioni, di giorno e di notte.

### I "Granili" di Foggia
Degna di nota è sicuramente, fra le tante descrizioni di miseria e abbandono, di vita in case pericolanti, è sicuramente quella dei "Granili" di Foggia, così chiamati originalmente da Fiore in analogia con i Granili di Napoli. All'interno di quel posto, quasi come in un girone infernale, Fiore vi trova la "miseria delle miserie", una donna di nome Antonietta Pecorella, la cui casa altro non è che la latrina minuta e malridotta di un'abitazione abitata da altre persone. Esanime, esile e incinta, abbandonata e malmenata dal marito che "vole magnà sulo", non ha niente da mangiare se non quello che a turni la chiesa riesce a passarle. Questa è forse la scena che riesce a commuovere di più Fiore, tanto che vorrebbe "gittarsi ai suoi piedi" e stringerle le gambe.

### La storia del cafone all'inferno
In una manciata di pagine della parte finale del libro è raccontato un aneddoto molto suggestivo, dal quale trae il titolo l'intero libro. Il sindaco di Sannicandro Garganico di allora, Raffaele Mascolo, conservava un manoscritto redatto da suo padre, un bracciante di nome Giovanni Mascolo. Il manoscritto altro non era che un racconto delle condizioni di lavoro nelle masserie di quel periodo, e l'autore stesso lo aveva intitolato Il cafone all'inferno.
La storia narra di un cafone che, una volta morto, si reca in paradiso, ma viene rifiutato. Stessa cosa si verifica in purgatorio. Al povero cafone non resta allora che recarsi all'inferno dove, stranamente, viene accolto molto bene e lo descrive come "un luogo dove si gode". Nel sentir ciò, i diavoli rimangono sbalorditi del fatto che possa esistere un posto peggiore di questo. Il cafone viene allora condotto dinanzi a Satana, il quale gli chiede da dove viene.
Il cafone risponde di essere pugliese e di aver lavorato quasi tutta la sua vita nel Tavoliere delle Puglie. Satana, allora, incredulo che possa esistere un posto peggiore dell'inferno, ordina a un diavolo di vestirsi da contadino e di andare a cercare lavoro in una masseria del Tavoliere. Dopo soli due giorni, il diavolo ritorna insanguinato, con le ali "sconquassate e spennate". Il diavolo racconta di aver trovato un lavoro in una masseria, di essersi svegliato alle due di mattina e di aver lavorato quasi senza sosta fino a sera tardi. Nelle cucine era scoppiata una rissa e il diavolo era stato colpito per sbaglio e aveva ricevuto addosso una caldaia d'acqua scottandosi. Satana, dopo aver sentito delle terribili condizioni delle masserie del Tavoliere, convoca tutti i diavoli e ordina loro di trasferirsi nel Tavoliere.
La storia, secondo quanto scritto nel libro, era già diffusa tra i contadini pugliesi e Giovanni Mascolo non fece altro che metterla su carta o, forse, aggiungervi qualcosa. A partire dal libro di Tommaso Fiore, l'aneddoto è subito divenuto molto noto nel Meridione e soprattutto in Puglia.

## Lo stile
Lo stile del libro è alquanto rappresentativo dello stile di Fiore. I periodi sono ben organizzati e in grado di far provare emozioni al lettore, ma sono anche lunghi e complessi, al punto da richiedere riletture. È un saggio che mescola politica e descrizioni poetiche di paesaggi, così come la miseria degli umili, che allora nel Meridione rappresentavano una buona parte della popolazione. Parimenti anche il tono di Fiore è altalenante. Alcuni passi risultano scherzosi, altri invece, più commoventi, mettono a nudo la sofferenza.
Nel libro sono sapientemente mescolati citazioni poetiche, passi di scrittori ed economisti sulla situazione del Mezzogiorno, politica e descrizioni paesaggistiche e della vita dei suoi "cafoni". In particolare, i contadini meridionali sono chiamati spesso "cafoni" come si era soliti allora, ma non con significato spregiativo come oggi lo si intenderebbe. La parola "cafone" non aveva inizialmente una connotazione di per sé negativa.

## La riflessione politica
Nella sua opera, Tommaso Fiore non si limita alle descrizioni e alle citazioni poetiche, ma esprime più o meno esplicitamente il suo pensiero. Attacca la proprietà privata, definendola "il più spregevole" pallone. Inoltre non risparmia critiche nei confronti dei liberali e della "borghesia" e anche nei confronti degli Stati Uniti, nonostante avessero in parte finanziato la riforma agraria con i fondi del Piano Marshall. In particolare ne critica la sua "confusione pasticciosa" e il "passaggio di denaro allegramente non controllato" (grosso modo ciò che oggi chiameremmo evasione fiscale e globalizzazione).
Pur dichiarandosi orgogliosamente socialista (tanto da girare per Taranto con un garofano rosso), in un breve passo sembra quasi appoggiare la rivoluzione, per liberare le masse dal fardello della povertà, anche se non ci sono prese di posizione nette ed esplicite.

## Edizioni
- Tommaso Fiore, Il cafone all'inferno, Torino, Giulio Einaudi Editore, 1955.